# Station Lottum
Station Lottum is een voormalig spoorwegstation gelegen bij Lottum aan de spoorlijn Venlo-Nijmegen. Het stationsgebouw werd in het jaar 1883 gebouwd.
Tot 1919 heette het station Grubbenvorst-Lottum. Daarna is de naam gewijzigd in station Lottum.
Het moet niet verward worden met het veel kleinere station Grubbenvorst Klooster (later: Grubbenvorst). Het waren twee aparte stations die op ongeveer 2 kilometer afstand van elkaar lagen.
De eerste stationschef was de toen 30-jarige P. Asselberghs.

## Stationsgebouw
Het gebouw werd in 1882 gebouwd en werd op 1 juni 1883 voor de dienst opengesteld. De architect was M.A. van Wadenoyen. Het type stationsgebouw was het type Hemmen. Het was een apart gebouw, met een trapgevel, en diverse bijgebouwen.
Uiteindelijk werd het gebouw in 1973 gesloopt, nadat het eerst gekraakt was.

## Baanwachterswoning
Bij het station stond ook nog een baanwachterswoning. Dit gebouw werd in 1884 gebouwd, en tegelijkertijd gesloopt met het stationsgebouw (in 1973).

## Sluiting
Op 14 mei 1938 werd het station voor het personenvervoer opgeheven. 1 mei 1970 werd ook het goederenvervoer gesloten.
Het stationsgebouw en de baanwachterswoning lagen beide aan de huidige Stationsweg. Op de plek waar nu een hoge zendmast staat.